# Pleurona rudis
Pleurona rudis är en fjärilsart som beskrevs av Walker. Pleurona rudis ingår i släktet Pleurona och familjen nattflyn. Inga underarter finns listade i Catalogue of Life.